# Sněm Karpatské Ukrajiny
Sněm Karpatské Ukrajiny (ukrajinsky Сойм Карпатської Україниa) byl zákonodárný orgán autonomní Karpatské Ukrajiny. Byl zvolen 12. února 1939 a skládal se ze 32 členů (29 Ukrajinců a tří zástupců národnostních menšin). Poslanci byli zvoleni na jednotné kandidátce Ukrajinské národní jednoty (ukrajinsky Українське Національне Об'єднання).
Autonomii Podkarpatské Rusi v rámci Československa a ustavení zákonodárného orgánu předpokládala Saint-germainská smlouva, Generální statut Podkarpatské Rusi (1919) a také Československá ústava z roku 1920. Ale Sněm byl zřízen až ústavním zákonem o autonomii Podkarpatské Rusi ze 22. listopadu 1938, kterým byla vyhlášena autonomie Podkarpatské Rusi a stanoveny kompetence Sněmu. Zasedl pouze jednou 15. března v roce 1939 v Chustu, aby vyhlásil nezávislost Karpatské Ukrajiny, zvolil prezidentem Augustina Vološina a schválil novou vládu pod předsednictvím Júlia Révaye. Předsedou Sněmu byl zvolen Augustin Štefan a jeho zástupci Fedir Révay a Stěpan Rosocha.
Po maďarské okupaci Podkarpatské Rusi členové sněmu vesměs emigrovali. Někteří z nich vytvořili 29. dubna 1944 Národní radu Ukrajiny jako prozatímní parlament Ukrajinské lidové republiky.

## Poslanci
1. Augustin Vološin, předseda vlády Karpatské Ukrajiny, Chust

2. Julian Révay, ministr Karpatské Ukrajiny, Chust

3. Julij Braščajko, advokát, Chust

4. Michajlo Braščajko, notář, Chust

5. Ivan Gryga, rolník, Vyšni Verecky

6. Adalbert Dovbak, umělec, Izky

7. Mykola Dolynaj, lékař, Chust

8. Miloš Drbal, advokát, Chust, za českou menšinu

9. Augustin Dutga, soudce, Chust

10. Ivan Ihnatko, rolník, Bilky

11. Volodymyr Komaryňskyj, advokát, Chust

12. Ivan Kačala, železničář, Perečyn

13. Vasyl Klympuš, obchodník, Jasiňa

14. Štefan Kločurak, úředník, Chust

15. Vasyl Lacanyč, učitel, Velykyj Bereznyj

16. Mykola Mandzjuk, učitel, Sevljuš

17. Mychajlo Maruščak, hospodář, Velykyj Byčkiv

18. Leonid Romaňuk, úředník, Chust

19. Grygorij Mojš, protopop, Bila Cerkva, za rumunskou menšinu

20. Dmytro Nimčuk, ředitel, Chust

21. Anton-Ernest Oldofredi, tajemník, Chust, za německou menšinu

22. Jurij Pazuchanyč, inspektor, Chust

23. Ivan Perevuznik, rolník, Seredyne

24. Petro Popovyč, rolník, Velyki Lučky

25. Fedir Révay, ředitel tiskárny, Chust

26. Mykola Rizdorfer, lékař, Svaljava

27. Stěpan Rosocha, úředník, Chust

28. Jurij Stanyněc, farář, Voninovo

29. Vasyl Ščobej, hospodář, Vulchivci

30. Augustin Štefan, vedoucí ministerstva školství, Chust

31. Kyrylo Fedeleš, katecheta, Bilky

32. Mychajlo Tulyk, redaktor, Chust